# Saint-André-d'Olérargues
Saint-André-d'Olérargues là một xã ở tỉnh Gard. Xã này có diện tích 9,75 kilômét vuông, dân số năm 2011 là 406 người. Khu vực này có độ cao trung bình 217 mét trên mực nước biển.